# Josep Canals i Gordó
Josep Canals i Gordó (1876 - Barcelona, 13 de setembre de 1935) va ser un empresari teatral, administrador de diversos teatres catalans (Romea, Espanyol i Novetats) des del 1916 fins a la seva mort el 1935, així com pintor aficionat, especialment de paisatges i retrats.

## Biografia
Administrador del Teatre Romea, va passar a ser-ne l'empresari des del 1916. Posteriorment, va programar també en el Teatre Espanyol i el Teatre Novedades, tots de Barcelona.
Va impulsar el teatre català i va estrenar obres de Josep Maria Folch i Torres, Artís Gener, Àngel Guimerà, Josep Pous i Pagès i Luigi Pirandello, entre d'altres. La programació de la companyia Canals (Gran Companyia Catalana de Teatre) va abastar estils diferents com el modernisme, ja crepuscular, el noucentisme, l'alta comèdia burgesa i el teatre infantil.
En temps de la dictadura de Primo de Rivera va aconseguir mantenir la programació en català, si bé amb diversos problemes amb les autoritats governatives, que van culminar amb una multa de 1.000 ptes.
L'empresa Canals va plegar l'any 1932 i, malalt i esgotat, va morir a Barcelona el 1935, als 59 anys.

## Fons
El Centre de Documentació i Museu de les Arts Escèniques conserva un gran volum d'obres manuscrites estrenades als teatres que dirigí i alguna documentació de tipus administratiu es troben dins els Documents Sedó. El 2008, un donatiu d'Enric de Villamore, amb correspondència i contractes d'aquests i altres teatres, complementa el fons Canals i amplia l'àmbit d'estudi de la gestió del teatre català durant les primeres dècades del segle xix.